# Donja Višnjica
Donja Višnjica – wieś w Chorwacji, w żupanii varażdińskiej, w mieście Lepoglava. W 2011 roku liczyła 542 mieszkańców.